# (6036) Weinberg
(6036) Weinberg (1988 CV3) – planetoida z grupy pasa głównego asteroid okrążająca Słońce w ciągu 4,57 lat w średniej odległości 2,75 j.a. Odkryta 13 lutego 1988 roku.